# Larry Wall
Larry Wall (Los Angeles, 27 settembre 1954) è un programmatore statunitense, noto soprattutto per la creazione del linguaggio di programmazione Perl, rilasciato per la prima volta nel 1987.
Wall ha lavorato, fra l'altro, per il Jet Propulsion Laboratory alla NASA, per Unisys e per la O'Reilly, una casa editrice che sostiene attivamente il movimento del software libero. Da alcuni anni è impegnato principalmente nella specifica della sintassi del Perl 6.

## Vita privata
Figlio di un ministro del culto protestante, Wall crebbe in un ambiente fortemente religioso. Si laureò in linguaggi naturali e artificiali linguaggi all'Università della California - Berkeley. Con la moglie, nel corso degli studi a Berkeley, tentò di identificare una lingua non scritta con l'obiettivo di inventare un sistema di scrittura ad essa dedicata. Avrebbe poi dovuto utilizzare questo nuovo sistema per tradurre diversi testi, tra cui la Bibbia, nella lingua identificata.
Wall scelse l'Africa come scenario ideale per le sue ricerche, ma dovette desistere dai propri piani a causa di motivi di salute. Rimase quindi negli Stati Uniti dove entrò al Jet Propulsion Laboratory dopo aver concluso la scuola di specializzazione.
Membro della Chiesa del Nazareno, è attivo nella comunità locale nell'organizzazione di un quiz a tema biblico.
Oltre alle proprie capacità tecniche, Wall è riconosciuto per il suo sarcasmo e il forte senso dello humour.
La sua educazione religiosa ha influito fortemente nella progettazione del linguaggio Perl, tanto che lo stesso nome proviene dalla frase "perla dal grande valore" (Matteo 13:46).

## Risultati
Wall è l'autore del client rn Usenet e del programma di patch ampiamente utilizzato. Ha vinto due volte l'International Obfuscated C Code Contest ed è stato il destinatario del primo premio della Free Software Foundation per l'avanzamento del software libero nel 1998.
Wall sviluppò l'interprete perl e il linguaggio Perl mentre lavorava per la System Development Corporation, che in seguito divenne parte di Burroughs e poi di Unisys. È il coautore di Programming Perl (spesso indicato come Camel Book e pubblicato da O'Reilly), che è la risorsa definitiva per i programmatori Perl; e ha curato il Perl Cookbook. Successivamente è stato assunto a tempo pieno da O'Reilly Media per sviluppare ulteriormente Perl e scrivere libri sull'argomento.